# LVR-Klinik Bedburg-Hau

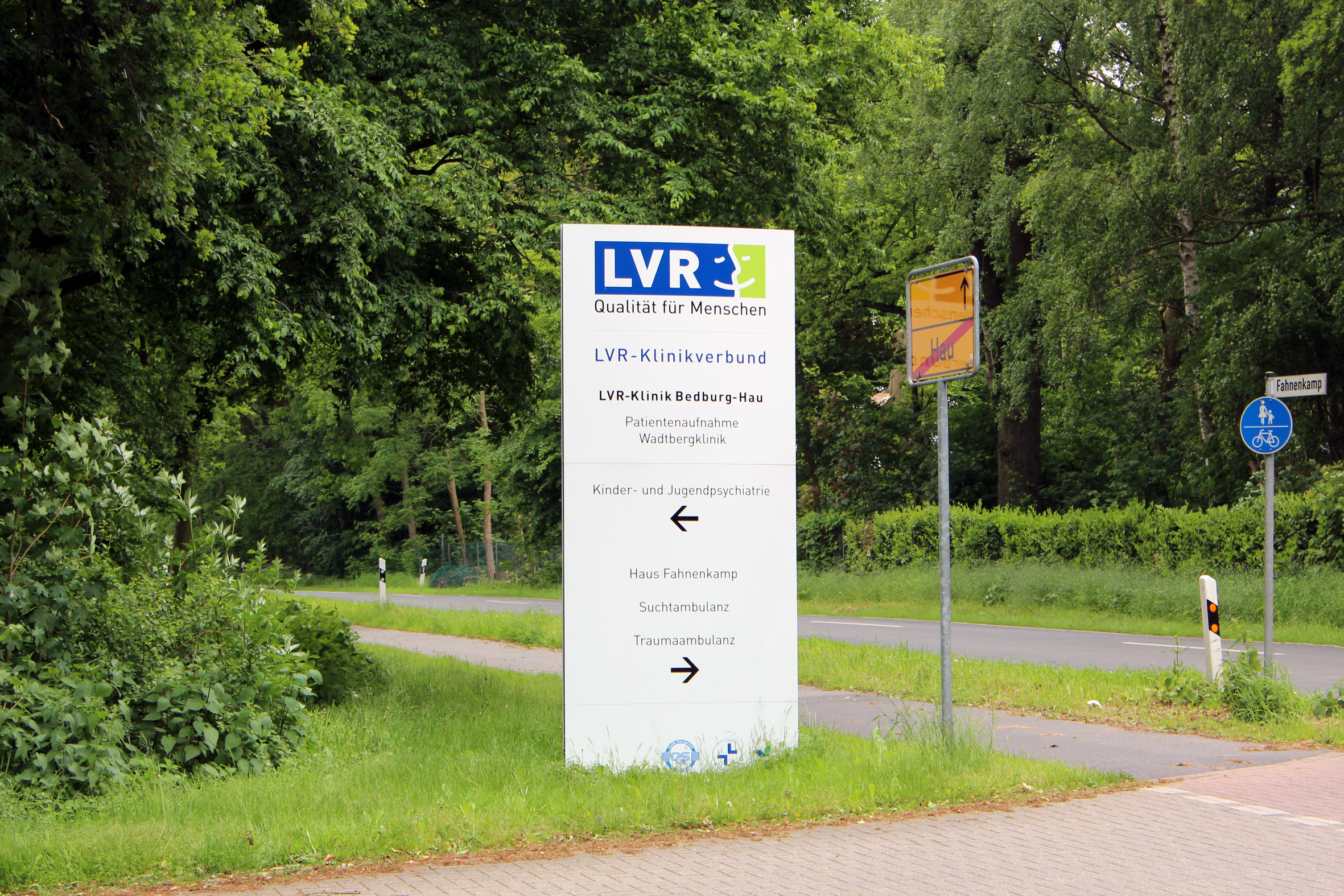
Einfahrt zur LVR-Klinik Bedburg-Hau am Johann-van-Aken-Ring

Die LVR-Klinik Bedburg-Hau gehört zu den größten Kliniken in Nordrhein-Westfalen und behandelt psychische und neurologische Krankheiten. 

## Geschichte
Mit dem Bau des Geländes wurde 1908 begonnen. Diese erste Phase war 1912 mit 90 Gebäuden abgeschlossen. Am 4. Juli 1912 war die offizielle Einweihung. Die Einrichtung wurde 8. Provinzial Heil- und Pflegeanstalt getauft. Es war seiner Zeit eines der größten Krankenhäuser/Kliniken in Europa.
Bald schon wurde klar, dass es zu wenig Unterbringungsmöglichkeiten gab. Aus diesem Grunde wurde 1928 mit dem Bau des Isolierungshauses für Patienten mit ansteckenden Krankheiten begonnen.

### Zeit des Nationalsozialismus
Auf Grundlage des 1933 verabschiedeten „Gesetzes zur Verhütung erbkranken Nachwuchses“ wurden auch zahlreiche Patienten aus Bedburg-Hau zwangssterilisiert. Gemäß einer Übersicht aus dem Jahre 1936 waren zum damaligen Zeitpunkt 705 Patienten aus Bedburg-Hau unfruchtbar gemacht worden, bei hunderten weiteren wurde die Sterilisation beantragt.
Im Zuge der 1939 begonnenen nationalsozialistischen Krankenmorde wurden etliche Patienten der Heil- und Pflegeanstalt, insgesamt ca. 2300, in andere Anstalten verlegt, um dort ermordet zu werden. Die ersten 356 Patienten aus Bedburg-Hau wurden im September 1939 verlegt, um so Platz für ein Wehrmachtslazarett zu schaffen. Im März 1940 wurden innerhalb von nur vier Tagen über 1.600 Patienten aus Bedburg-Hau verlegt, unter anderem in die Tötungsanstalten Grafeneck und Brandenburg sowie in die zu Grafeneck gehörende Zwischenanstalt Zwiefalten. Die Verlegung der Patienten sollte Platz für die Einrichtung eines Marinelazaretts machen. Zwischen dem 6. Mai 1941 und dem 27. August 1941 wurden 157 Menschen aus Bedburg-Hau in die Anstalt Galkhausen verlegt, von wo aus sie größtenteils zur Ermordung in die Tötungsanstalt Hadamar gebracht wurden. Auch in Meseritz-Obrawalde wurden Patienten aus Bedburg-Hau ermordet.
Zu den beteiligten Ärzten 1939/40 zählte Hermann Wesse. Der Direktor Arthur Trapet klagte im Oktober 1944 bei dem Landesmedizinalrat Walter Creutz darüber, dass ihm die NSDAP-Kreisleitung keine Transportmöglichkeiten zur Abbeförderung von 50 Alterspfleglingen stelle. Überlebt hatten der Anstalt von Bedberg-Hau nur Kranke, die für das dort eingerichtete Marine-Lazarett als Hilfspersonal benötigt wurden. Im Januar 1945 wurden die letzten Patienten zum Abtransport gemeldet.
Nach Kriegsende nutzten die Alliierten das Gelände als Internierungslager.

### Nachkriegszeit
1950 wurden die Kliniken in Landesheilanstalt umbenannt. An diese Zeit und spätere Entwicklungen erinnert ein öffentlich zugängliches Museum mit mehreren Räumen.
Der Landschaftsverband Rheinland (LVR) übernahm 1952 die Trägerschaft der Klinik.
In den sechziger Jahren wurde mit der Modernisierung begonnen, und es wurden Häuser wie die heutige Wadtbergklinik und Förenbachklinik gebaut.

### Namensgebung
1912 Provinzial-Heil- und Pflegeanstalt

1950 Landesheilanstalt

1960 Rheinisches Landeskrankenhaus

1978 Rheinische Landesklinik

1997 Rheinische Kliniken Bedburg-Hau

2008 LVR-Klinik Bedburg-Hau

## Einrichtung
Die Einrichtung in Trägerschaft des Landschaftsverbandes Rheinland (LVR) verfügt über rund 950 Betten, wovon nur rund 260 Betten im Klinikgelände selbst sind, der Rest ist auf Außenwohngruppen, Tageskliniken und Ähnliches verteilt. Es sind ca. 1700 Mitarbeiter bei der LVR-Klinik Bedburg-Hau beschäftigt. Dazu zählen nicht nur Krankenpfleger und Krankenschwestern, sondern auch die Mitarbeiter zahlreicher Handwerksbetriebe wie Tischlereien und Schreinereien, kaufmännische Angestellte, LKW-Fahrer, Gärtner und viele mehr. Die LVR-Klinik bildet zudem auch in diesen Berufen aus.
Das Gelände ist frei zugänglich, obwohl es geschlossene Stationen gibt. Es besteht aus vielen einzelnen Häusern (ca. 100) und hat eine Größe von etwa 80 Hektar. Zu Anfang war die LVR-Klinik auf eine vollständige Eigenversorgung ausgelegt. Heute ist nur noch das eigene Kraftwerk zur Strom- und Wärmeproduktion übrig geblieben.

## Abbildungen

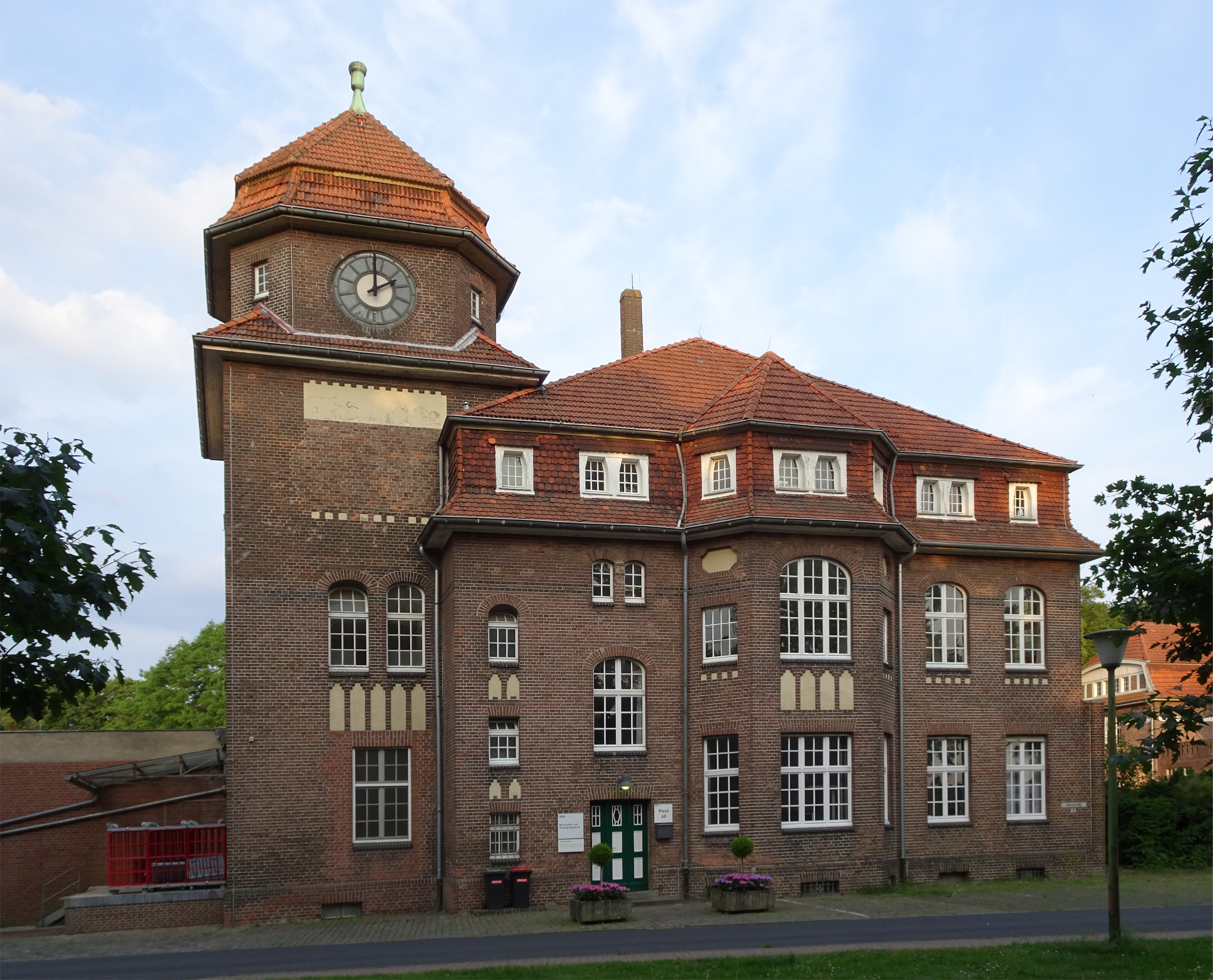
Wirtschaftsverwaltung
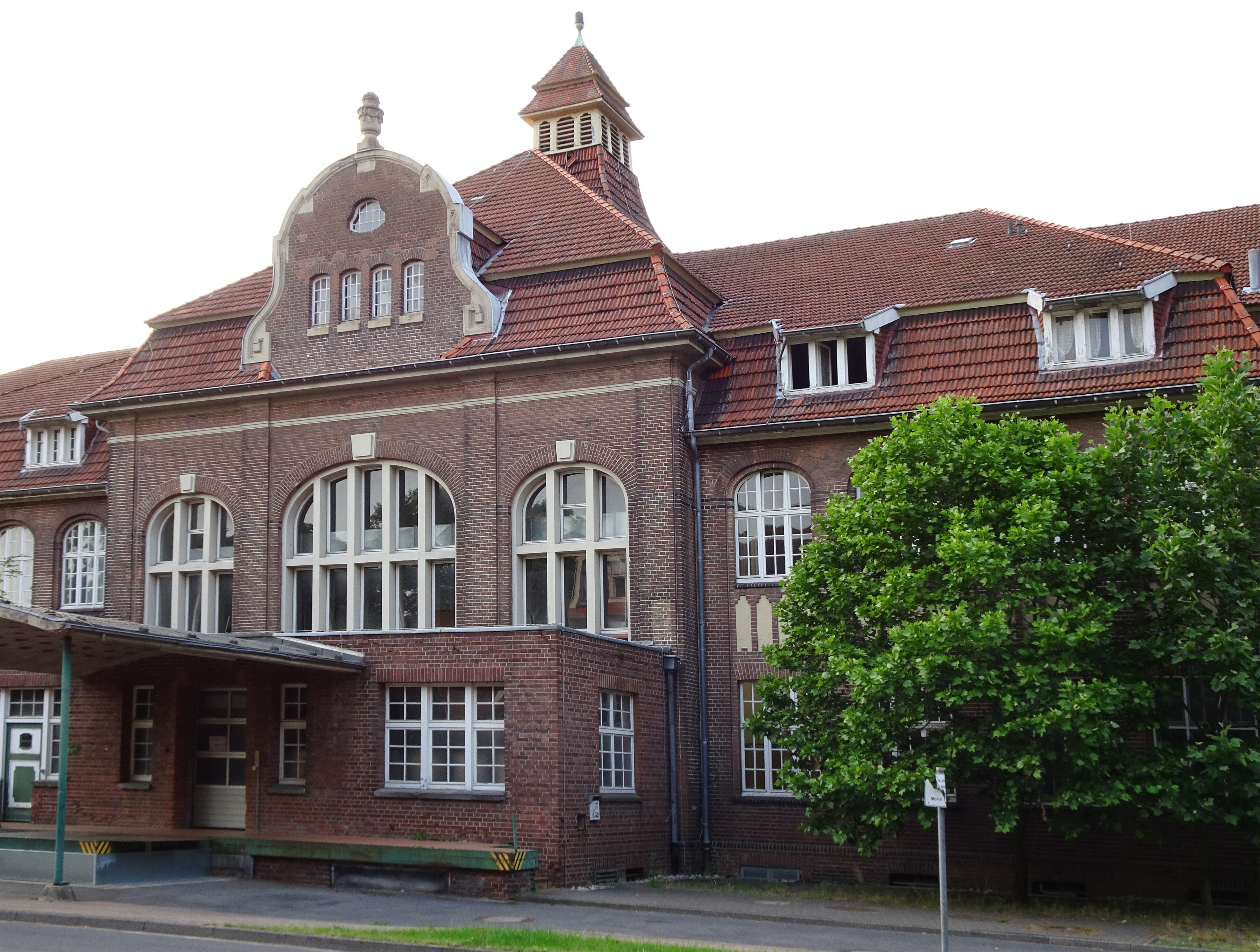
Küche
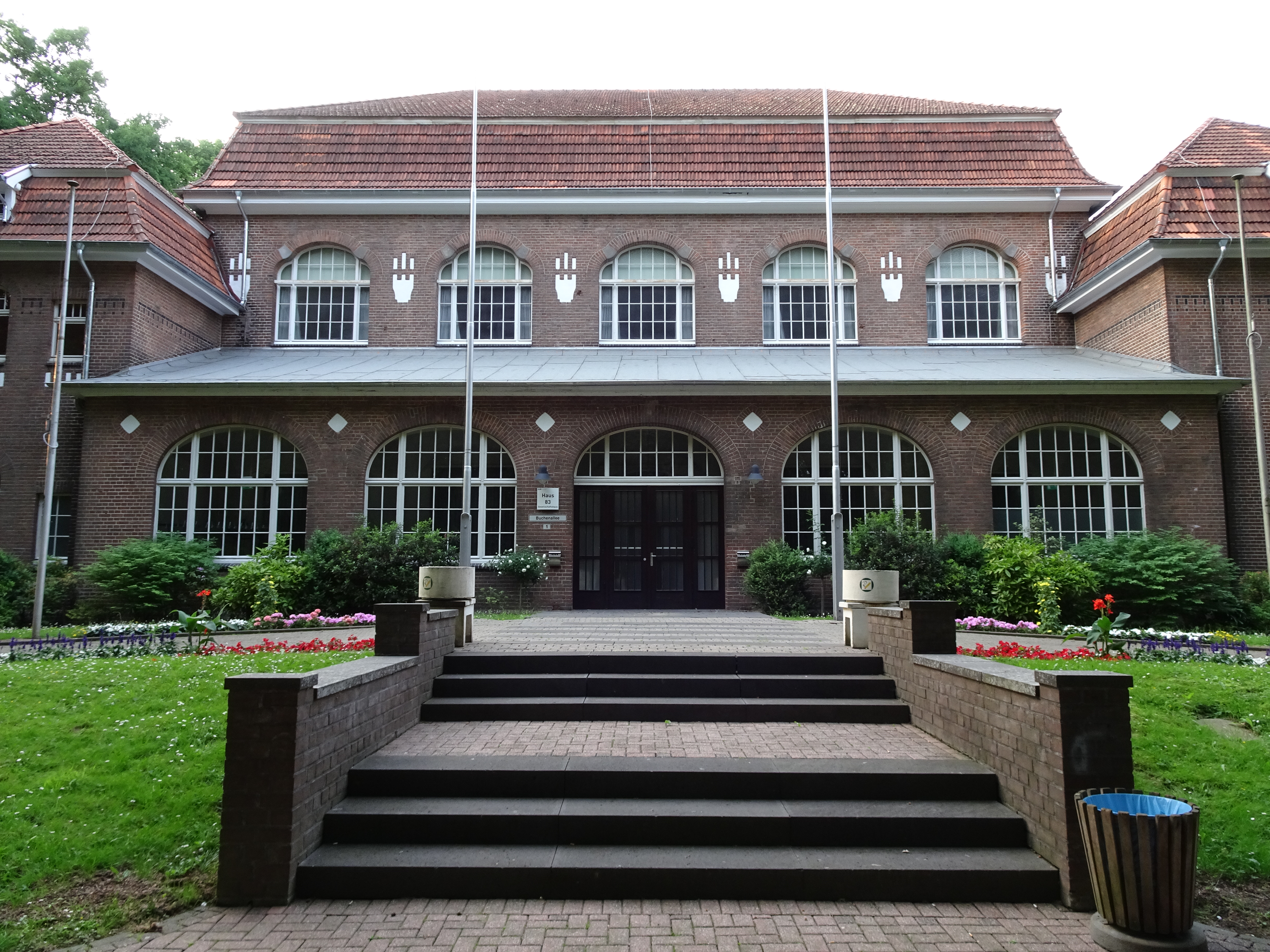
Gesellschaftshaus
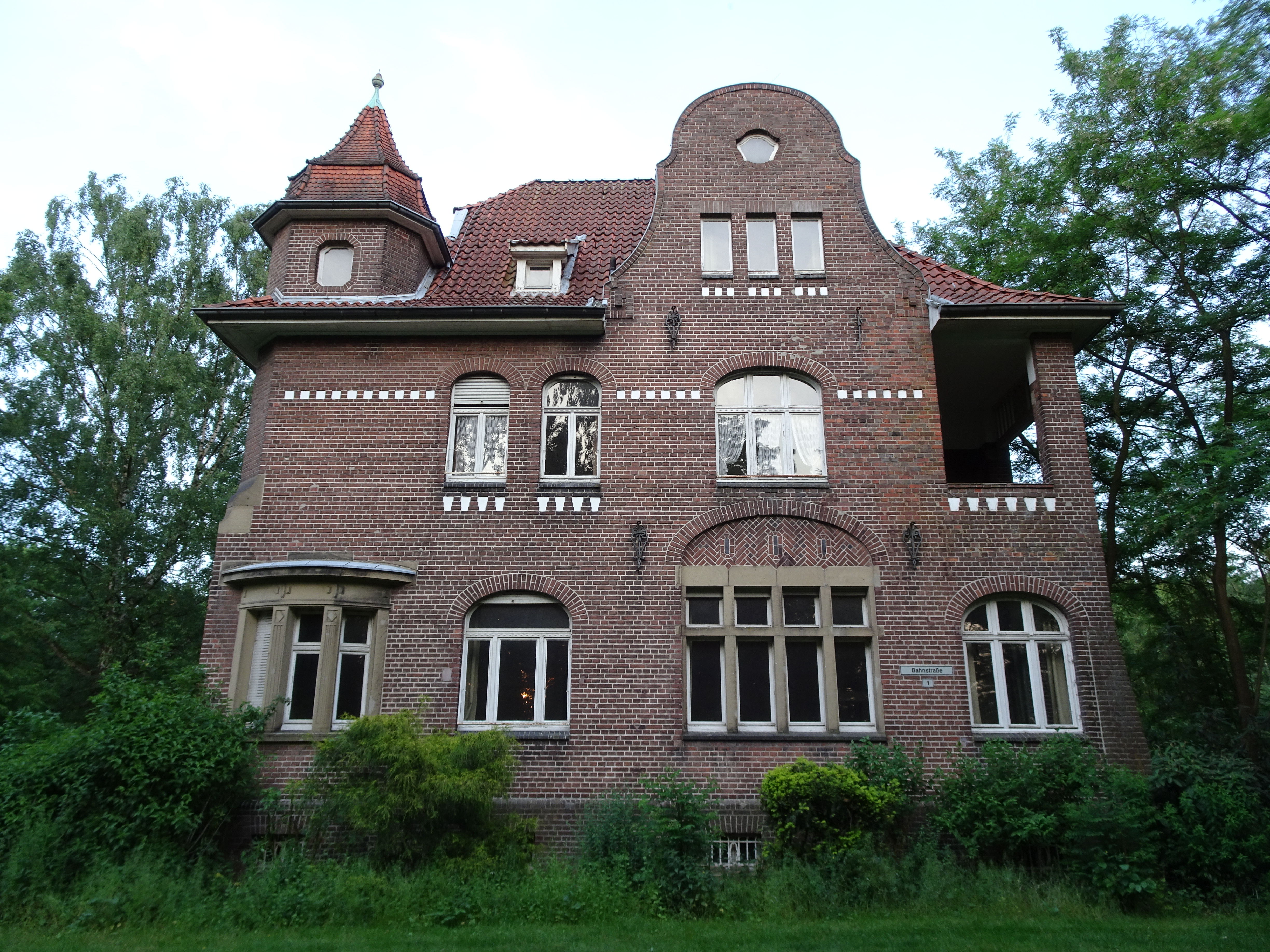
Ärztewohnung
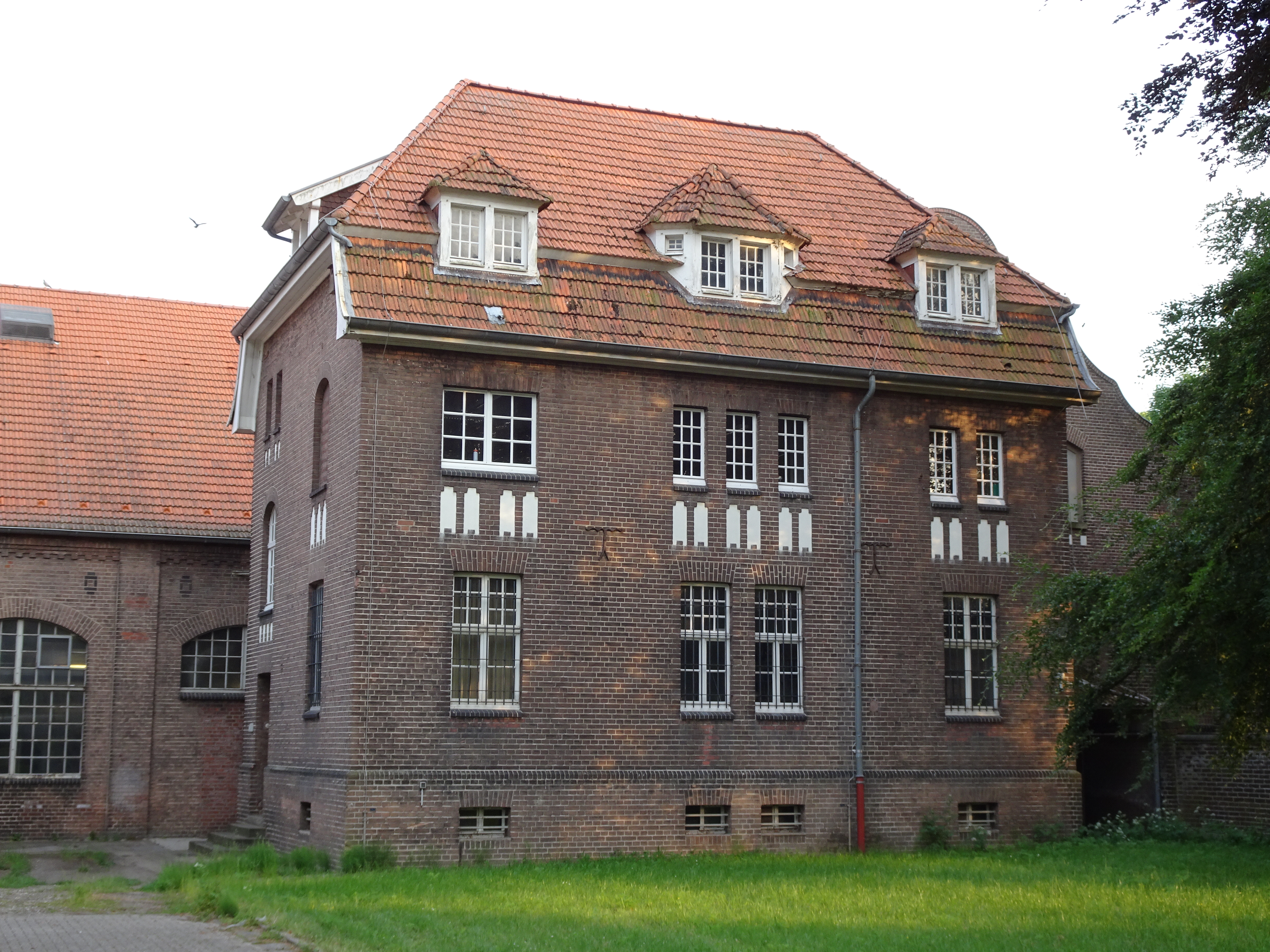
Am Kraftwerk
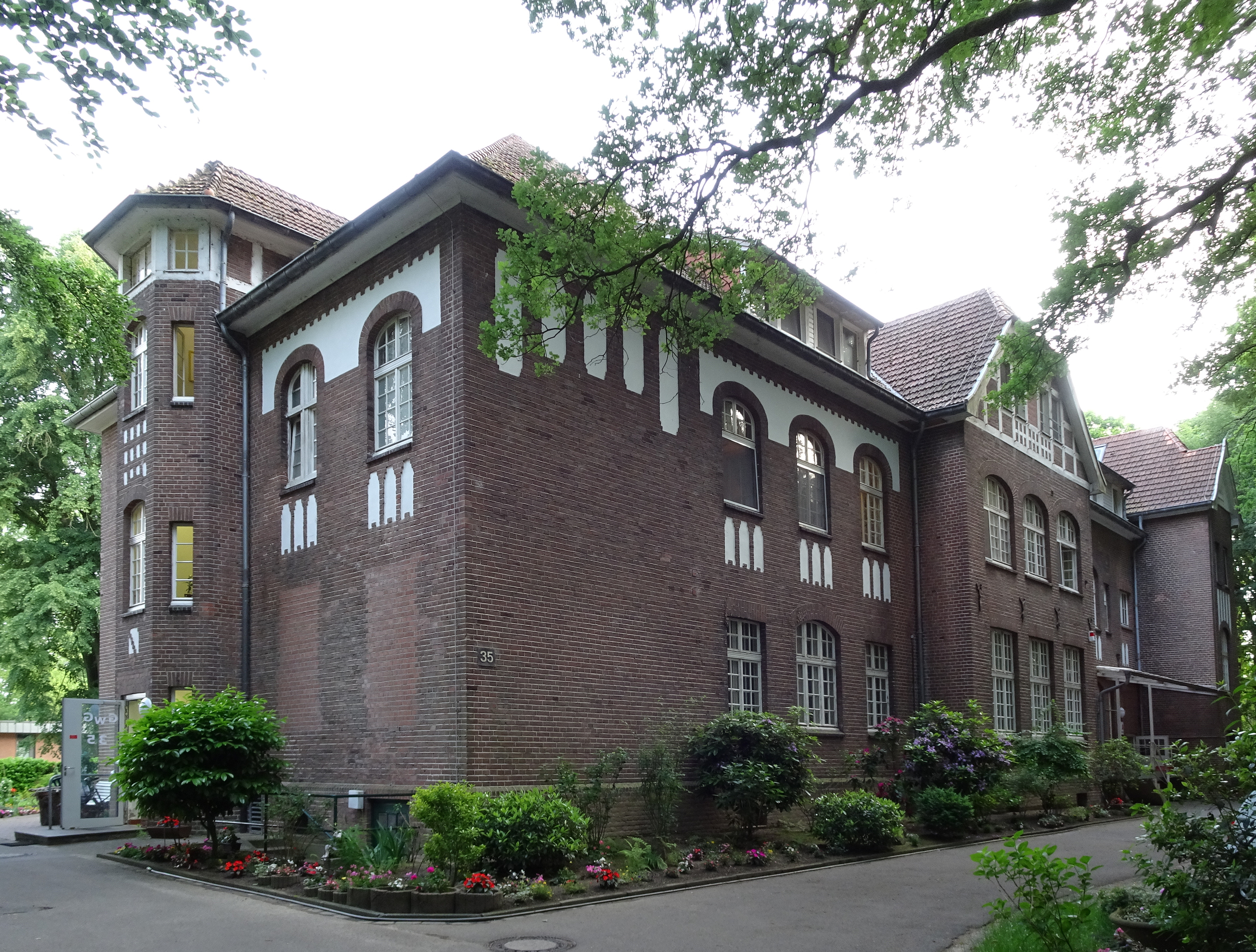
Haus 35